# Glicobiarsol
Glicobiarsolul este un compus organic cu arsen antiprotozoaric care a fost utilizat în trecut la om și la câini.